# 兴隆街道 (岫岩县)
兴隆街道是中华人民共和国辽宁省鞍山市岫岩满族自治县下辖的一个街道办事处。

## 行政区划
兴隆街道下辖以下村级行政区划单位：
小虎岭社区、宏新村、兰旗村、三道河村、平阶村、五道河村、兴隆沟村和洋河沿村。